# Залцбургска катедрала
Катедралата на Залцбург е барокова катедрала от седемнадесети век на римско-католическата архиепископия на Залцбург в град Залцбург, Австрия, посветена на Свети Руперт и Свети Вергилий. Св. Руперт основава църквата през 774 г. върху останките от римски град, a катедралата е възстановена през 1181 г. след пожар. През седемнадесети век катедралата е изцяло възстановена в бароков стил при княз-епископ Волф Дитрих фон Райтенау до съвременния си вид. Залцбургската катедрала все още съдържа кръщелния шрифт, в който е кръщаван композитора Волфганг Амадеус Моцарт.